# Борис Стефанов (физик)
Вижте пояснителната страница за други личности с името Борис Стефанов.
Борис Йорданов Стефанов е български физик, работил в областта на физиката на плазмата.

## Биография
Борис Стефанов е роден на 8 декември 1935 година в София в семейството на българския дипломат Йордан Стефанов и д-р Райна Събева.
Завършва Втора мъжка гимназия в София в 1953 година, а през 1959 година завършва инженерна термодинамика в Московския Енергетически Институт.
В 1963 г. защитава дисертация за кандидат на техническите науки в Института за високи температури към Академията на науките на СССР. През 1963 г. започва работа в Института по Електроника към БАН, където през 1965 г. основава лабораторията по физика на плазмата. , и е неин дългогодишен ръководител.
Работи в Принстънския Университет в САЩ през 1969 – 70 г. и в Техническия Университет в Айндховен, Холандия през 1979 – 80 г. Доктор на физическите науки от 1980 г. От 1983 до 1990 г. е член на научната комисия по физико-математически науки, от 1990 член на Президиума на Висшата Атестационна Комисия към БАН и заместник председател на комисията по физика към националния фонд „Научни изследвания“. Номиниран е за член-кореспондент на БАН в 1991 г.
Разработва нови методи за измерване на коефициенти на пренос в плазма и газове при високи температури. Пръв измерва вискозитет и топлопроводност на пари и плазма от алкални метали и показва съществения принос на обмена между мономери и димери за транспортните процеси в парите на алкалните метали и водорода. Разработва теорията на тънките дъги, възникващи в кръстосано електрично и магнитно полета и нови методи за определянето на сечения и потенциали на взаимодействие на елементарни процеси между електрони, атоми и молекули.
Борис Стефанов умира на 14 юни 1992 година.

## Награди
- Орден „Кирил и Методий“ І степен